# Старий Каїнлик
Старий Каїнли́к (рос. Старый Каинлык, башк. Иҫке Ҡайынлыҡ) — присілок у складі Краснокамського району Башкортостану, Росія. Входить до складу Новокаїнликівської сільської ради.
Населення — 128 осіб (2010; 122 у 2002).
Національний склад:
- башкири — 90 %